# 下肥镇
下肥镇，是中华人民共和国辽宁省铁岭市开原市下辖的一个乡镇级行政单位。原为下肥地满族乡，2012年撤乡设镇。

## 行政区划
下肥镇下辖以下地区：
西下肥地村、东下肥地村、新立村、上丰村、正阳村、闻家屯村、上汪村、枪杆峪村、山后村和下汪村。